# هسل (انگلستان)
هسل (به انگلیسی: Hessle) یک شهرک در بریتانیا است که در انگلستان واقع شده‌است.

## خصوصیات
هسل ۱۵٬۰۰۰ نفر جمعیت دارد.